# Richard Jecht

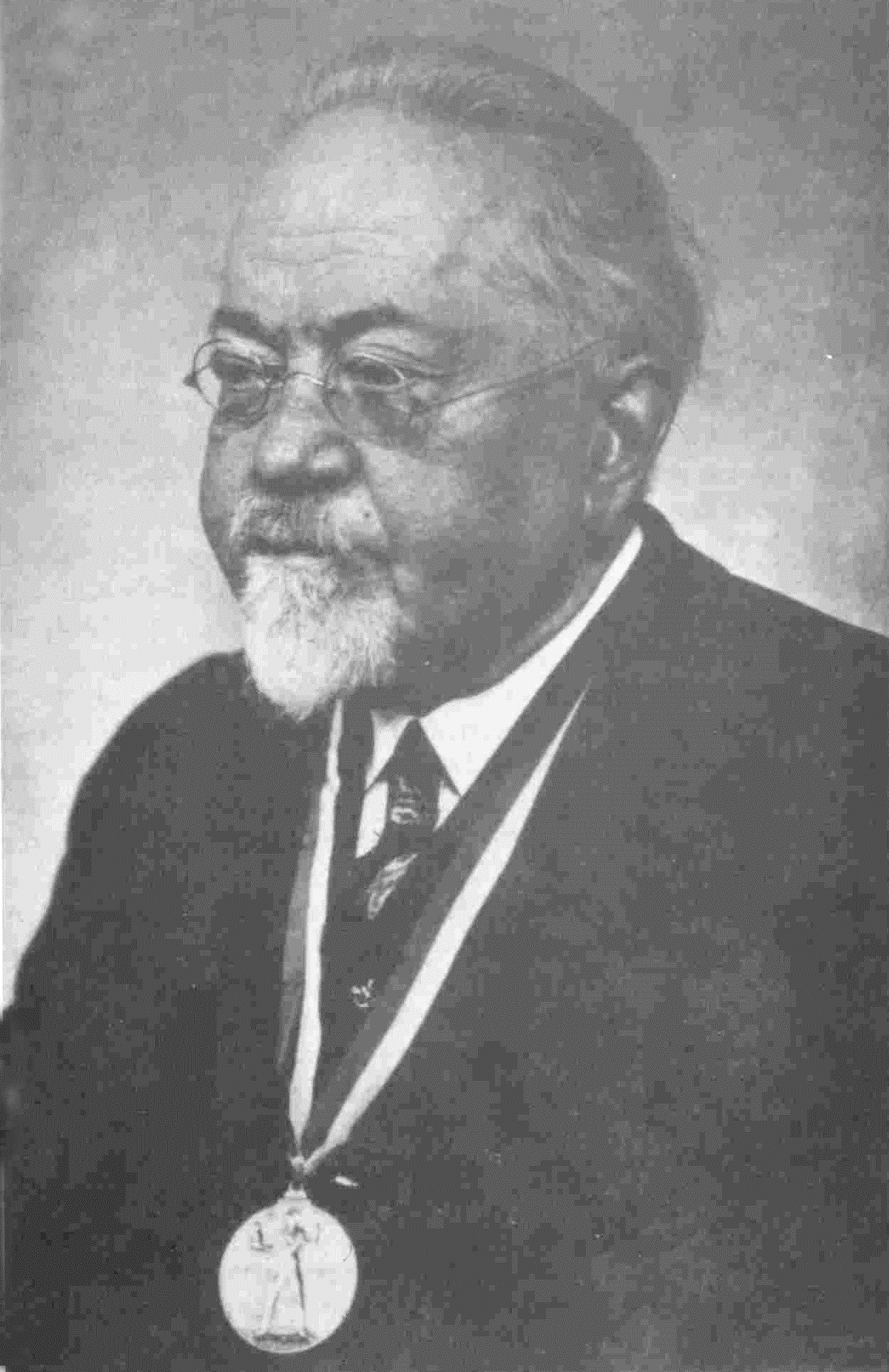
Richard Jecht

Richard Jecht (* 4. September 1858 in Neuglück bei Bornstedt; † 25. Juli 1945 in Dresden-Loschwitz) war ein Historiker der Oberlausitz. Seine Werke zur Geschichte von Görlitz zählen bis heute zu den Schlüsselwerken zur Stadtgeschichte.

## Leben
Richard Jecht entstammte einer wohlhabenden Familie aus dem Mansfelder Land, sein Vater war Obersteiger und Verwaltungsbeamter. Nach dem Abitur am Eislebener Gymnasium begann Jecht 1877 sein Studium der klassischen Philosophie, Germanistik und Geschichte an der Universität Halle, wo er dem Klassisch-Philologischen Verein Halle beitrat und 1881 zum Doktor promoviert wurde. 1882 legte er das Staatsexamen ab und unterrichtete 1882–1883 am Gymnasium in Guben und seit 1883 als Professor am Gymnasium in Görlitz. Durch ein Ohrenleiden wurde er schwerhörig und auf einem Ohr ganz taub, so dass er seine Lehrtätigkeit aufgeben musste.

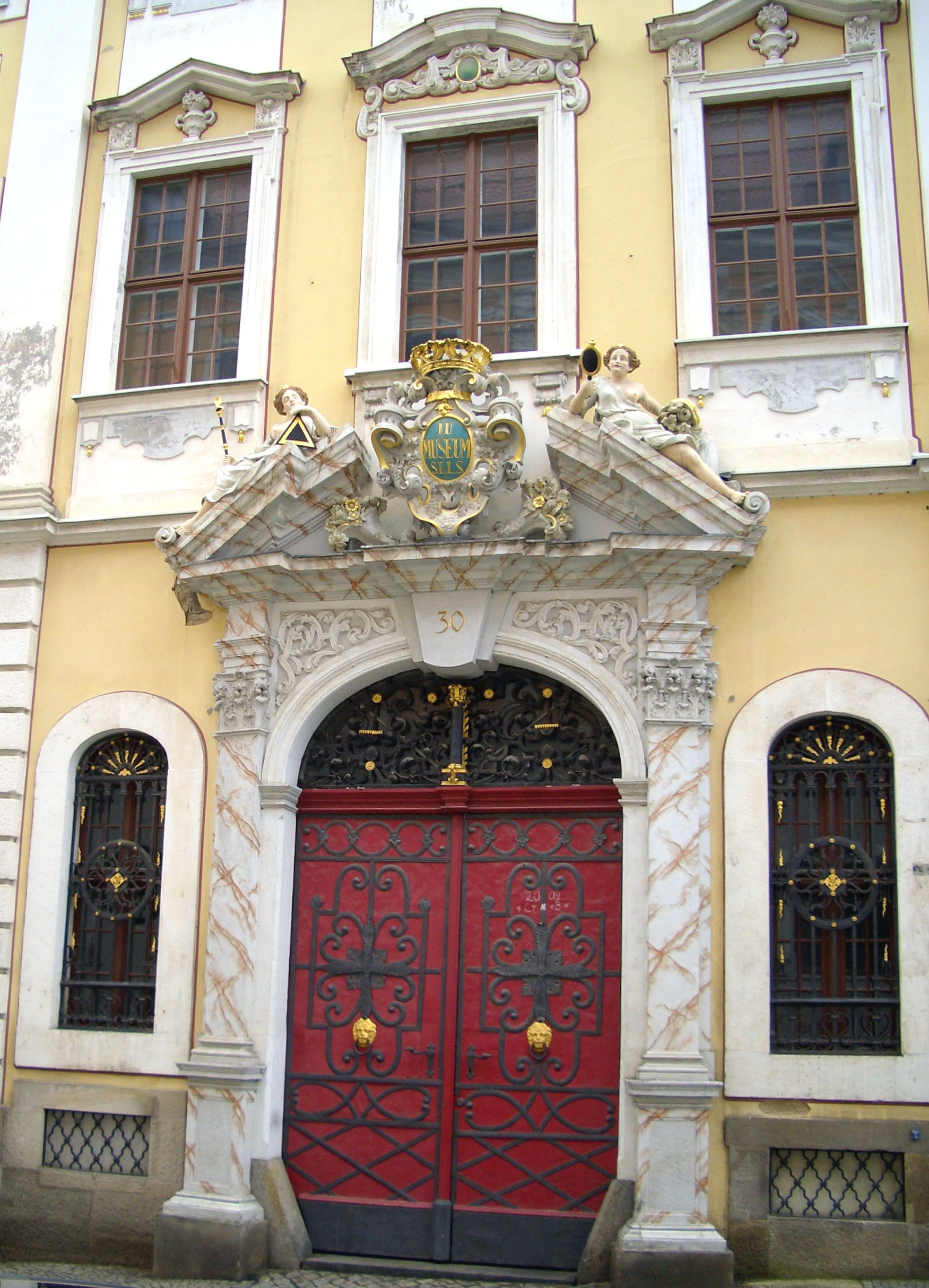
Gesellschaftshaus in der Neißstraße 30 in Görlitz

Jecht wurde 1888 ständiger Sekretär der Oberlausitzischen Gesellschaft der Wissenschaften (OLGdW) und Herausgeber des Neuen Lausitzischen Magazins (NLM). Seit 1909 war er Ehrenmitglied der Niederlausitzer Gesellschaft für Anthropologie und Altertumskunde. Er bewohnte eine Wohnung im zweiten Stock im Haus der OLGdW in der Neißstraße 30, die er als Sekretär und Motor der Gesellschaft unentgeltlich auf Lebenszeit erhielt.
Darüber hinaus übernahm er 1907 die Leitung des Görlitzer Ratsarchivs und publizierte 1909 mit den „Quellen zur Geschichte der Stadt Görlitz bis 1600“ eine Übersicht über die mittelalterlichen Bestände dieses bedeutenden Archivs. Bereits davor hatte er in mehreren Aufsätzen zu der umfangreichen Görlitzer Stadtbuchüberlieferung geschrieben. Mit der Edition der „Urkunden des Oberlausitzer Hussitenkrieges“ und den „ältesten Görlitzer Ratsrechnungen bis 1419“ machte er gleichzeitig Quellenmaterial in großem Umfang für ein breites Publikum zugänglich. Später folgten zwei weitere von ihm herausgegebene Bände des Codex Diplomaticus Lusatiae Superioris. Als größeres Editionswerk ist ferner noch das Görlitzer Acheldemach neben einer Vielzahl verstreuter Publikationen von Einzelquellen zu nennen.
Im im Frühjahr 1926 verfassten Vorwort zu seinem gleichen Jahres erschienenen Werk Allgemeine Geschichte der Stadt Görlitz im Mittelalter gedachte er seiner kurz zuvor verstorbenen Ehefrau Klara (* 11. Juli 1864; † 22. Januar 1926), die er als „Gefährtin meines Lebens und meiner Arbeit während 36 Jahren“ bezeichnete. Sie half ihm, wie Richard Jecht selbst schrieb, durch „klares, natürliches Urteil“ an seinen Schriften und indem sie „Ganze Urkundenbände mit schwer zu entziffernden Handschriften“ abschrieb. Seine wissenschaftliche Arbeit sei ohne sie nicht möglich gewesen.
Jechts umfangreiche Publikationstätigkeit zur Geschichte der Stadt Görlitz und der Oberlausitz krönen seine Allgemeine Geschichte der Stadt Görlitz im Mittelalter mit einer Topographie der Stadt Görlitz und seine Geschichte des Oberlausitzer Hussitenkrieges. Darüber hinaus veröffentlichte er die Dissertation seines im Ersten Weltkrieg gefallenen Sohnes Walter. Jecht erhielt 1933 die Ehrenbürgerwürde der Stadt Görlitz. Die Universität Breslau ernannt ihn zum Ehrensenator. Im Jahr 1939 wurde ihm von Adolf Hitler die Goethe-Medaille für Kunst und Wissenschaft verliehen.
Richard Jecht gehörte zu den Personen, die der Rat der Stadt Görlitz im Frühjahr 1945 vor der anrückenden Roten Armee per LKW evakuieren ließ. Er kam in das Elternhaus seiner Schwiegertochter nach Schandau und starb wenige Monate später an den Folgen eines Schlaganfalls im Alter von 86 Jahren in Loschwitz, nachdem die Familie seines Sohnes gegen Kriegsende dorthin zurückgekehrt war.
Jecht war sein Leben lang eng mit seiner Heimat Mansfelder Land verbunden. Ihm verdanken wir Abhandlungen über das Mansfeldische, die Mansfelder Mundart, – sein Wörterbuch der Mansfelder Mundart – und Untersuchungen zur regionalen Ausprägung Mansfelder Mundartvarianten. Er kündigte auch eine Abhandlung über die Grammatik der Mansfelder Mundart an, die jedoch nicht erschienen ist.
Zu Jechts Ehren wurde im April 2013 das neu sanierte Gebäude der Oberlausitzischen Bibliothek der Wissenschaften in Richard-Jecht-Haus umbenannt. Weiterhin ist die Richard-Jecht-Straße in der Görlitzer Südstadt nach ihm benannt.

## Darstellung Jechts in der bildenden Kunst
- Otto Wilhelm Merseburg: Bildnis des Görlitzer Ratsarchivars Prof. Dr. Dr. h. c. Richard Jecht (1935, Öl, Stadtmuseum Bautzen)[5]
- Johannes Wüsten: Bildnis Prof. Dr. Dr. h. c. Richard Jecht (1932, Kupferstich, 21,3 × 17,4 cm)[6]

## Werke (Auswahl)
- De usu particulae ἤδη in Platonis Dialogis qui feruntur. Halis Saxonum [= Halle (Saale)] 1891, OCLC 77588143 (Dissertation Universität Halle 1891, 55 Seiten Volltext).
- Topographie der Stadt Görlitz (Geschichte der Stadt Göritz, Band 1, 2. Halbband), Görlitz 1927–1934.
- Allgemeine Geschichte der Stadt Görlitz im Mittelalter (Geschichte der Stadt Göritz, Band 1, 1. Halbband), Görlitz 1926.
- Die wirtschaftlichen Verhältnisse der Stadt Görlitz im ersten Drittel des 19. Jahrhunderts, Görlitz 1916 (Digitalisat).
- Der Oberlausitzer Hussitenkrieg und das Land der Sechsstädte unter Kaiser Sigismund. In: Neues Lausitzisches Magazin, Band 87. (Teil I), Görlitz 1911, S. 35–279; Band 90, (Teil II), Görlitz 1914, S. 31–151; Band 92, (Teil III), Görlitz 1916, S. 72–151 (Digitalisat).
- Quellen zur Geschichte der Stadt Görlitz bis 1600, Görlitz 1909.
- Die ältesten Görlitzer Ratsrechnungen bis 1419 (Codex diplomaticus Lusatiae superioris, Band 3), Görlitz 1905–1910 (Digitalisat).
- Urkunden des Oberlausitzer Hussitenkrieges und der gleichzeitigen die Sechslande angehenden Fehden. Tl. 1: Umfassend die Jahre 1419-1428 (Codex diplomaticus Lusatiae superioris, Band 2, 1. Teilband), Tl. 2: Umfassend die Jahre 1429–1437 und einen Anhang (Codex diplomaticus Lusatiae superioris, Band 2, 2. Teilband), Görlitz 1899–1904.